# ميدان العدل
ميدان العدل هو ميدان يقع في مدينة الرياض عاصمة المملكة العربية السعودية، ويمثل الميدان أحد ساحات منطقة قصر الحكم، يمثل الميدان أحد الساحات المفتوحة التي تشكل عنصر الربط بين المواقع الأخرى في منطقة قصر الحكم، وهو الميدان الرئيسي لمدينة الرياض حيث تطل عليه العناصر العمرانية الرئيسية بالمنطقة مثل قصر الحكم وجامع الإمام تركي بن عبد الله، إضافة إلى الأنشطة الإدارية والتجارية والمكتبية الأخرى.
تبلغ مساحة ميدان العدل 14 ألف متر مربع بأبعاد تتناسب مع ارتفاعات المباني المطلة عليه، وتحده من جهة الشمال مكاتب إدارية تحتها محلات تجارية، وتحده من جهة الجنوب أسواق الأوقاف الخيرية، أما الحد الشرقي للميدان فتشكله أروقة مظللة تحتها محلات تجارية، وتتناثر في أطراف الميدان أشجار النخيل متتبعة اتجاهات حركة المشاة الرئيسية التي تنطلق من الميدان وتصب إليه، ويشكل الميدان امتدادا لجامع الإمام تركي بن عبد الله، ونقطة التقاء لممرات المشاة التي تتخلل منطقة قصر الحكم .
ويعتبر ميدان العدل بهذه المعطيات مكانا مناسبا لإقامة الاحتفالات والمناسبات الرسمية والشعبية في مدينة الرياض، ويقف جنوب ميدان العدل برج الساعة الذي رمم واستبدلت ساعته وأبقي ليشير إلى مرحلة من مراحل نمو المدينة.

## الساعة
أنشئ مجسم الساعة بالقرب من مبنى إمارة منطقة الرياض في فترة التسعينات الهجرية، وذلك عندما أنشئت الهيئة العليا لتطوير مدينة الرياض عام 1394 هـ، وقامت بتأسيس المخطط التوجيهي الأول لمدينة الرياض ورسم السياسات العليا لتطوير المدينة وإقرار خطة شاملة للمنطقة، واحتفظ مجسم الساعة بنفس التصميم والارتفاع القديم له وقت بنائه، ولم يتغير سوى أنه كان يقع في وسط ميدان للشوارع يحيطه من كل جانب، إنما الآن أصبحت ضمن مناطق المشاة في الساحة التي تقابل عند دخول شارع الشيخ محمد بن إبراهيم الممتد شمالاً بحيث تكون الساعة أمامك وعندما تقترب منها سوف تكون بمحاذاة شارع الثميري الذي يلتقي مع شارع محمد بن عبد الوهاب غرباً.